# Epizeuxis undulalis
Epizeuxis undulalis är en fjärilsart som beskrevs av Stephens 1834. Epizeuxis undulalis ingår i släktet Epizeuxis och familjen nattflyn. Inga underarter finns listade i Catalogue of Life.